# 秋雨聖約教會
秋雨聖約教會（英語：Early Rain Covenant Church）是一間總部位於四川省成都市遵從歸正宗傳統的中國新教家庭教會，前身是2005年由王怡牧師及其妻蔣蓉在家中創辦的秋雨之福團契。2008年，該團契正式發展成為家庭教會，更名為秋雨之福教會。此後也被稱為秋雨之福歸正教會或秋雨之福歸正長老教會，直到改為現行名稱。

## 名稱由來
根據秋雨教會長老李英強的一封牧函，「秋雨之福」源自《舊約聖經》中的《詩篇》84:6：「他們經過流淚谷，叫這谷變為泉源之地，並有秋雨之福蓋滿了全谷。」

## 歷史背景
最早進入四川的新教傳教士是倫敦傳道會的楊格非和大英聖經公會的偉烈亞力，他們於1868年遊歷了全省許多地方，包括省會成都府。但這次遊歷是預備之旅，並未設立任何教會。直到1877年，倫敦內地會的麥嘉底（John McCarthy）才在重慶府開設了全川第一間傳教站。
1950年前在四川宣教的差會大約有20個，其中，只有倫敦傳道會是歸正宗背景的差會。楊格非是歸正宗公理會教徒，他於1888年再次入川正式展開傳教工作。另一名歸正宗背景的傳教士是陶然士，他是服務於美國聖經公會的蘇格蘭長老會成員，從1910年到1934年於成都宣教二十四載。

## 歷史
2005年，王怡和蔣蓉在成都市家中開設查經班，並逐漸形成小團契，稱為秋雨之福團契。三年後，該團契發展成家庭教會，並於2008年5月25日，汶川大地震十三天後，正式成立改名為秋雨之福教會。
2008年5月底，秋雨教會邀請成都恩福歸正福音教會的牧師彭強按立王怡、周茂健、陳中東為長老。7月，教會租下一間辦公室作公共崇拜之用，隨後開始自行印製「週日通訊」作傳教之用。前三自愛國教會孟姓（音譯）教徒，2008年12月加入秋雨教會，他/她認為秋雨教會「和三自教會非常不同」，他們為六四事件受害者祈禱，並代表整個國家悔罪。
2009年7月14日，成都文廟西街的街道辦事處禁止63名秋雨教會成員進入教會租下的公寓。第二次阻撓事件發生在一週之後的週日，當天的主日崇拜被迫轉移到鄰近一家酒店的會議室舉行。50名教會成員在這間會議室投票選立王怡為教導長老，周茂健為治理長老，陳中東為預備長老候選人，以及數名會吏。2009年9月，在幾名教會成員的資助下，秋雨教會在位於青羊區的江信大廈19樓購置教產。同年，王華生加入秋雨成為全職傳道員。截止到2010年5月，秋雨教會有成員190人，同年7月增長到250多人。
隨著秋雨教會成員的增加，數間成都家庭教會和秋雨教會聯合組成改革宗長老會華西區會。華西區會繼而陸續開辦了幾家教會機構，包括幼稚園、全日制學校、神學院（華西聖約神學院）和秉持基督教古典教育的博雅學院（華西聖約人文學院）。截止到2018年12月，秋雨聖約教會有成員500多人。但這個人數統計與澳洲廣播公司一篇發表於2018年12月15日的報導有較大出入：「據了解，秋雨主堂共有六七百名會友，其他分堂會友共有200多人，這一數字尙不包含慕道友，即前往教會但尙未接受基督信仰的民眾。」

## 信仰準則
在2011年的一次訪談中，王怡向採訪人余杰表示道，秋雨聖約教會接受普世教會的四大信經，即〈使徒信經〉、〈尼西亞信經〉、〈迦克墩信經〉、〈亞他那修信經〉，並按歸正宗傳統遵從《比利時信條》和《西敏信條》。

## 宗教迫害
秋雨聖約教會持續遭到當局的宗教迫害，於2018年12月達到高潮。當時有100多名教會成員，包括王怡牧師和其妻將蓉，被成都警方抓捕，教產被查封，教會被宣佈取締，其他教會成員則繼續不斷受到警方騷擾。2019年12月，王怡被判「煽動顛覆國家政權罪」和「非法經營罪」獲刑九年。王怡此前曾在他以馬丁·路德的《九十五條論綱》為靈感的同名文章中反對當局推行的基督教中國化政策。
2022年8月14日，50名教會成員在武侯區一家茶館聚會時遭到成都警方突襲搜捕，一名教會長老被捕。罪名是一個「已被取締的組織」進行「非法集會」。

## 知名成員
除了王怡以外，其他較知名的教會成員包括：
- 李英強長老，非政府組織立人鄉村圖書館的創建人之一[17]。他於2023年12月19日在德陽市被警方抓捕拘押了八個小時[18]。
- 吴五清传道，经常遭到当地警方的骚扰、传唤、禁足、断水断电等等。[19][20]
- 戴志超傳道，遭到當地警方的持續監控和騷擾[21]。他於2021年8月22日週日聚會時被警方抓捕關押[22]。
- 冉雲飛，重慶作家，民主運動家，由王怡施洗加入秋雨聖約教會[23]。他於2011年被判「煽動顛覆國家政權罪」獲刑六個月[24]。
- 符海陸，來自四川達州市宣漢縣清溪鎭的流動工人，因製作六四事件紀念酒於2016年被判「煽動顛覆國家政權罪」遭關押三年（參見六四酒案）[25]。2019年獲釋後又被當局逼遷導致無處容身[26]。符海陸夫妻和孩子都是秋雨教會成員[27]。
- 任瑞婷，2018年大搜捕後逃往臺灣，後輾轉至美國[28]，受邀在2022年國際宗教自由峰會上分享秋雨教會受迫害的經歷[29]。

## 擴展閱讀
- 林, 鹿. . 賓州諾森伯蘭: 麥粒出版社. 2020-11-01. ISBN 9781950531011 （中文（繁體））.

## 外部連結
- 秋雨聖約教會的Facebook專頁
- YouTube上的秋雨聖約教會頻道
- YouTube上的《天路芳華：華西聖約人文學院紀錄片》